# CareFusion
CareFusion — була медичною компанією, яка спеціалізувалась на двох напрямках: зменшенні помилок при лікуванні та профілактиці інфекцій, пов’язаних із наданням медичної допомоги.

## Дочірня компанія
CareFusion була створена у 2009 році як дочірня компанія Cardinal Health, що спеціалізується на медичних технологіях. Компанія почала публічно торгуватись на Нью-Йоркській фондовій біржі 1 вересня 2009 року. Основним бізнесом Cardinal було розповсюдження ліків, малорентабельний і передбачуваний бізнес з низьким рівнем прибутку, з яким було важко інтегрувати бізнес, який займався медичними технологіями з вищим прибутком і ризиком.
Відділення було названо на честь Care Fusion, компанії, придбаної Cardinal Health у 2006 році, яка базувалася в Маклейні, штат Вірджинія, і продавала бездротові системи ідентифікації пацієнтів, які використовуються в лікарнях.
Він також включав лінію автоматизованих шаф для дозування Cardinal, яку було придбано, коли Cardinal купила Pyxis Corporation у 1996 році за 920 мільйонів доларів. Pyxis була заснована в Сан-Дієго Рональдом Р. Тейлором та інвестором Тімом Воллагером у 1987 році, і на момент придбання в ній працювало близько 1500 осіб. Cardinal придбала Pyxis в рамках більш ранньої стратегії, спрямованої на те, щоб почати продавати продукти з більш високою маржою.
CareFusion також включає активи, придбані Cardinal у 2004 році внаслідок придбання іншої компанії із Сан-Дієго, Alaris Medical Systems, у 2004 році за 2 мільярди доларів. Компанія Alaris виробляла насоси для внутрішньовенних ін'єкцій.

## Історія
У травні 2010 CareFusion придбала Medegen, Inc. за 225 мільйонів доларів США готівкою. 1 лютого 2011 року Кіран Т. Галахью був призначений головою та генеральним директором CareFusion. У квітні 2012 року CareFusion продала операційний блок Nicolet компанії Natus Medical Incorporated за 58 мільйонів доларів. 7 липня 2012 року CareFusion придбала UK Medical Limited, дистриб'ютора медичної продукції для Національної служби охорони здоров'я та приватного сектору охорони здоров'я у Сполученому Королівстві. У листопаді 2012 року CareFusion придбала Intermed Equipamento Medico Hospitalar Ltda, приватну компанію з виробництва респіраторних технологій, що базується у Котиї, Бразилія. Intermed розробляє, виробляє та продає апарати ШВЛ та респіраторні пристрої для немовлят, дітей та дорослих, які використовуються у лікарнях Бразилії, Латинської Америки та Європи.
У 2011 році CareFusion придбала Rowa Automatisierungssysteme. У листопаді 2013 року CareFusion придбала компанію Vital Signs Inc., що займається виробництвом медичного обладнання, за винятком європейських операцій GE Healthcare. У 2013 році CareFusion купила 40% ізраїльської компанії Caesarea Medical Electronics.
У січні 2014 року Міністерство юстиції США досягло мирової угоди з CareFusion у розмірі 40,1 млн. доларів США. Міністерство юстиції заявило, що CareFusion порушила Закон про неправдиві претензії, просуваючи продаж свого препарату ChloraPrep для використання, не схваленого FDA. ChloraPrep — це комерційна назва, під якою компанія CareFusion виробляла препарат хлоргексидин, що використовується для очищення шкіри перед операцією. У 2017 році ця справа була поставлена під сумнів і потрапила на розгляд Міністерства юстиції, оскільки головний повірений Міністерства юстиції, який виступав як помічник генерального прокурора у цій справі, Джеффрі Верткін, був заарештований ФБР 31 січня 2017 року за нібито спробу продати копію скарги у секретному позові інформатора, яка була запечатана.
У жовтні 2014 року BD оголосила про придбання CareFusion за ціною 58 доларів США за акцію готівкою та акціями, або на загальну суму 12,2 мільярда доларів. Придбання було завершено 17 березня 2015.